# 情炎の女サロメ
『情炎の女サロメ』（じょうえんのおんなサロメ、原題：Salome）は、1953年公開のアメリカ映画。コロンビア映画会社作のカラー（テクニカラー）映画。新約聖書にあるサロメの物語、およびオスカー・ワイルドの戯曲『サロメ』を基にしているが、自由な改変がある。アメリカの女優リタ・ヘイワースがバディ・アドラーを制作に充て、自ら主役を演じている。

## 概要
サロメを描いた映画の一つであるが、以前の作品がモノクロ・サイレントであったのに対し、ハリウッド映画の第二次大戦後の全盛期のカラー大作である。のみならず、素材となった伝承・作品と大きく異なる、愛情と信仰に満ちたストーリーはまさにこの時期のアメリカ文化を反映したものとなっている。
リタ・ヘイワースが主催するベックワース・プロダクションの企画で制作にはバディ・アドラーが当たった。主なスタッフは別記のとおりであるが、見せ場である《七つのヴェールの踊り》の振付けはヴァレリー・ベティスが担当している。
アメリカ本国では、1953年2月13日にプレミア公開、一般公開は同年3月24日、日本では8月26日に封切られた。同年中に、イギリス、スウェーデン、西ドイツ（当時）、オーストリア、デンマーク、フィンランドで公開された。

## 主要キャスト
- 王女サロメ：リタ・ヘイワース（吹替：富永美沙子）
- 司令官クローディアス：スチュワート・グレンジャー
- ヘロデ王：チャールズ・ロートン
- 王妃ヘロディアス：ジュディス・アンダーソン
- ローマ皇帝ティベリウス：セドリック・ハードウィック
- 洗礼者ヨハネ：アラン・バデル
- ポンティウス・ピラト：ベイスィル・シドニー
- エズラ（ヘロデ王の助言者）：モーリス・シュワルツ
- マルセラス・ファビウス：レックス・リーズン
- ミーシャ（王妃ヘロディアスの助言者）：アーノルド・モス

## あらすじ
紀元1世紀のガリラヤは、淫蕩なヘロデ王が統治していたが、ローマ帝国の支配の下にあり社会には不安感が顕著であった。そこに、救世主の到来を告げる預言者ヨハネが現れ、人々に説教する一方で王やその王妃ヘロディア、とりわけ王妃の再婚の不道徳を厳しく非判した。ヘロディアはヨハネの処罰を求めたが、ヘロデは民衆の反乱を恐れて従わなかった。
その頃ローマではヘロディアの娘、サロメが皇帝の怒りを買い、エルサレムに総督として赴任するピラト、ガリラヤ駐屯軍の司令官になるクローディアスらと共に帰国することになった。クローディアスは武勇に優れた人物で実はヨハネの説教に心打たれる身であったが、船上でサロメの美しさに魅せられる。
彼らはヘロデの王宮で歓迎の祝宴に招かれた。そこでヘロデははじめて見る義理の娘サロメにすぐにみだらな欲望を覚える。
その後、王宮近くに現れたヨハネをサロメは変装して見に行くが、母への激しい非難に怒りを覚える。一方、ヘロディアはヨハネを殺害すべく刺客を送るが、クローディアスがヨハネを守る。ヘロデはここに至り、ヨハネを逮捕し王宮内の獄に繋ぐ。
やがて、ヘロデの誕生日に再び王宮で祝宴が行われた。ここにクローディアスが来て、サロメを連れて獄中のヨハネのもとへ行く。彼は、ヨハネの預言どおりにイエスが現れたことを報告する。喜びに満ちたヨハネを見たサロメはここで大きく翻意し、王宮から去ることを決意する。
祝宴の場に戻ったサロメは、ヘロデの望みに従い、ヨハネの助命を求めて《7つのヴェールの踊り》を舞うが、ヘロデは王妃の主張に従い逆にヨハネの首を斬らせる。失望に沈むサロメ。クローディアスは公然と王と王妃を難詰する。
そのしばらく後、イエスの説教（「山上の垂訓」）に聴き入る群衆の中にサロメとクローディアスの姿があった。